# Olena Pčilka

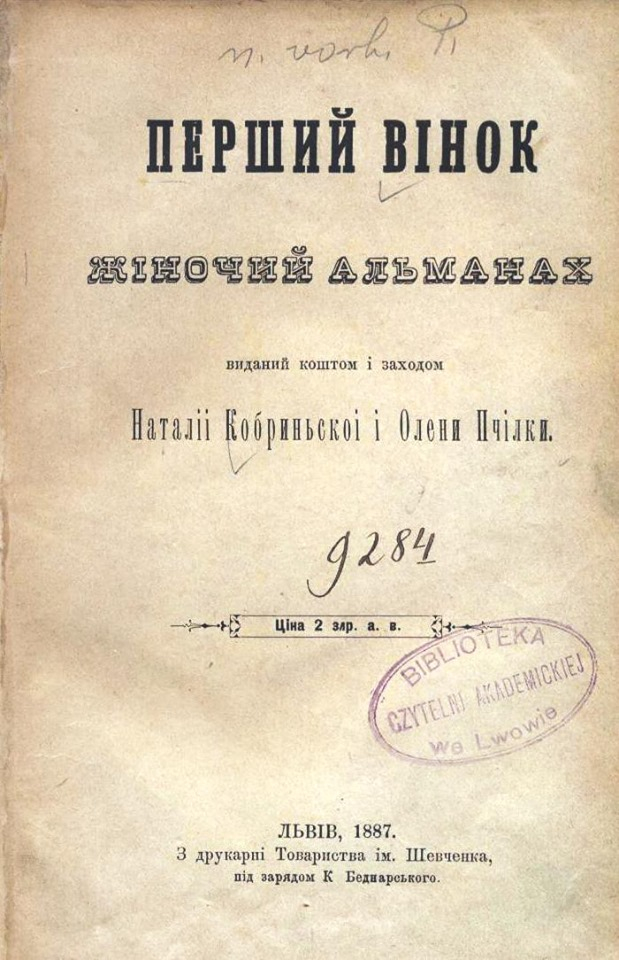
Titulní stránka ukrajinského ženského almanachu z roku 1887

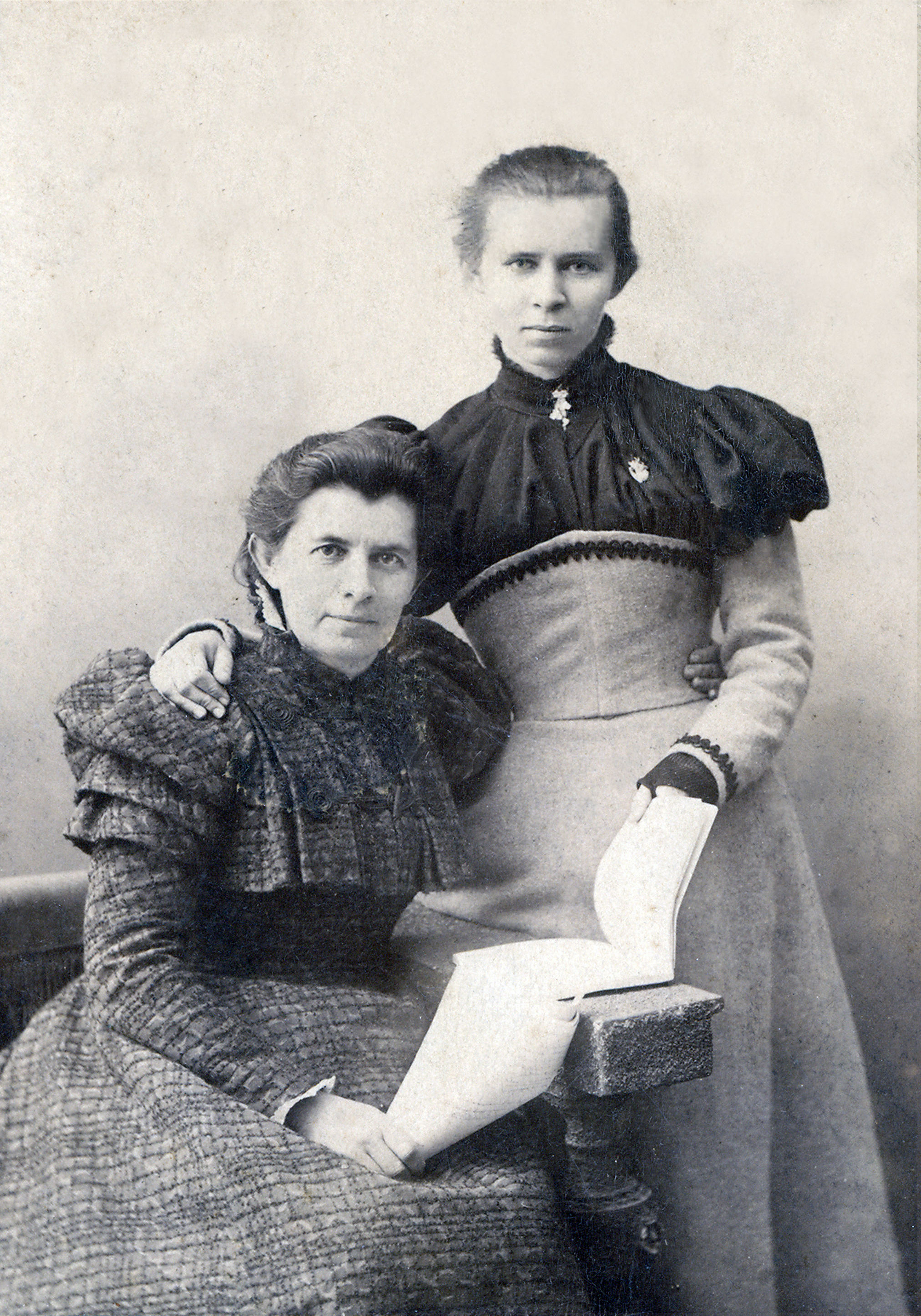
Olena Pčilka (sedící) se svojí dcerou (stojící) Lesjou Ukrajinkou (rok 1898)

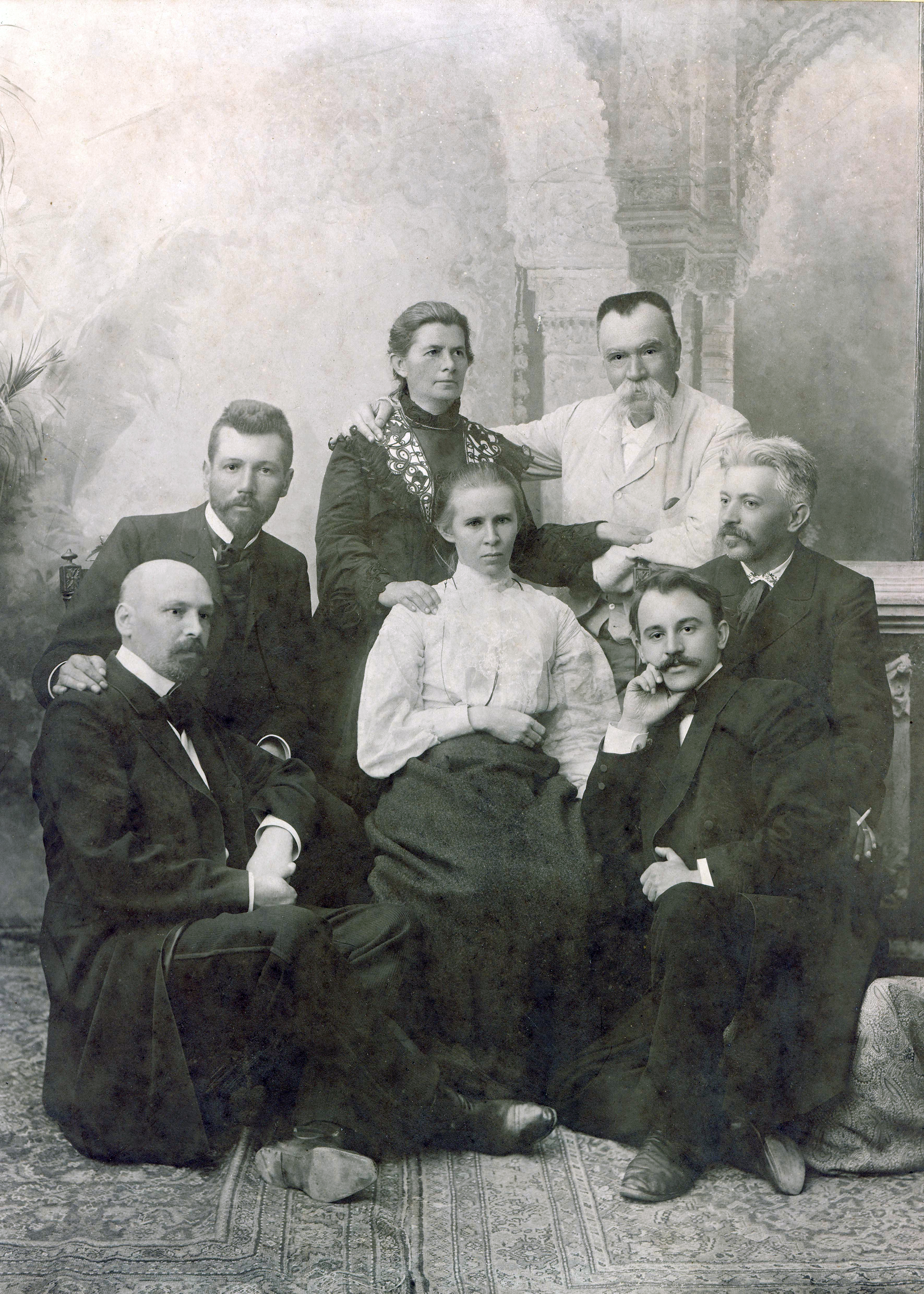
Skupinový snímek při otevření pomníku věnovanému ukrajinskému spisovateli, básníku a dramatikovi Ivanu Petrovyčovi Kotljarevskému (1769–1838) v Poltavě v roce 1903. Třetí zleva doprava je (stojící) Olena Pčilka a čtvrtá je pak (sedící) její dcera Lesja Ukrajinka

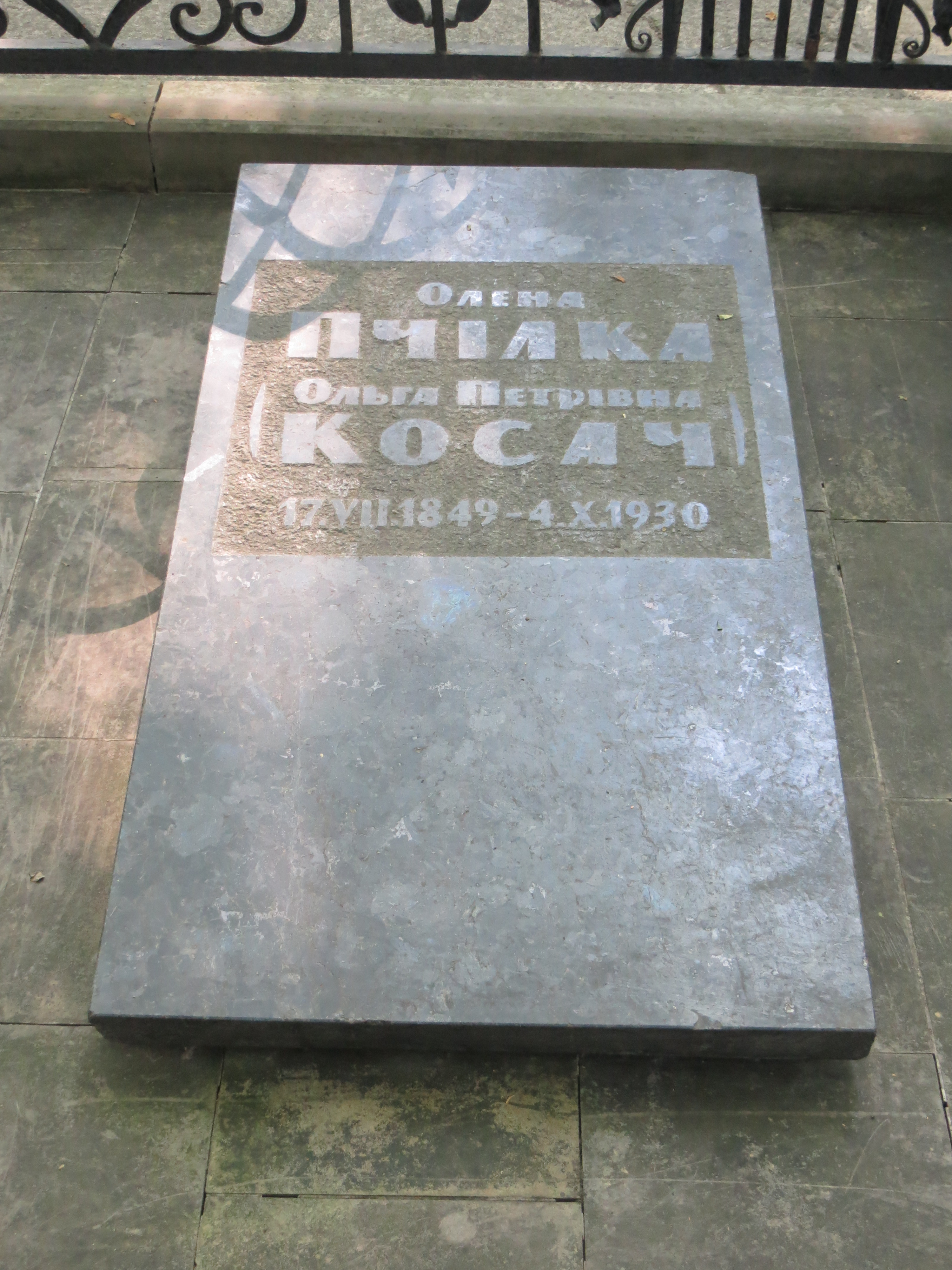
Náhrobek na Bajkovově hřbitově v Kyjevě

Olena Pčilka (29. června 1849, Haďač, Poltavská oblast, Ruské impérium – nyní Ukrajina – 4. října 1930, Kyjev, Ukrajinská sovětská socialistická republika – nyní Ukrajina) byla ukrajinská nakladatelka, spisovatelka, novinářka, etnografka, tlumočnice a občanská aktivistka. Její občanské jméno bylo Olga Petrivna Kosač (Ольга Петрівна Косач).

## Život

### Rodinné zázemí
Olena Pčilka se narodila v roce 1849 v Haďači jako dcera místního statkáře a ukrajinského básníka a překladatele Petra Jakymoviče Drahomanova (Petro Jakymovyč Drahomanov (Петро Якимович Драгоманов; 1802–1860); její matkou byla Elizaveta Ivanivna Dragomanova (1821–1895). Pčilka byla sestrou ukrajinského politického teoretika, ekonoma, historika, filozofa, anarchisty a etnografa Mychajla Petrovyče Drahomanova (1841–1895).

### Vzdělání
Základní vzdělání získala Olena Pčilka doma a v roce 1866 dokončila vzorovou internátní školu šlechtických panen v Kyjevě.

### Manželství
Od roku 1868 byla provdána za státního radu, právníka, pedagoga a filantropa Petra Antonoviče Kosače (Петро Антонович Косач; 1842–1909). Brzy poté se manželé přestěhovali do Novohradu-Volynského v Žytomyrské oblasti na Volyni (severozápadní Ukrajina), kde její muž pracoval. Společně měli tyto děti:
- Fyzik, meteorolog, spisovatel a překladatel Mychajlo Petrovič Kosač (Михайло Петрович Косач; 1869–1903);
- známá ukrajinská spisovatelka, básnířka, dramatička a literární kritička Lesja Ukrajinka (1871–1913);
- spisovatelka, literární kritička a bibliografka Olha Kosač-Kryvinjuk (Ольга Петрівна Косач-Кривинюк; 1877–1945);
- hudebnice a překladatelka Oksana Petrivna Kosač-Šimanovska (Оксана Петрівна Косач-Шимановська; 1882–1975);
- veřejný činitel Mykola Petrovič Kosač (Микола Петрович Косач; 1884–1937) a
- překladatelka a kulturní aktivistka Isidora Petrivna Kosač-Borysova (Ізидора Петрівна Косач-Борисова; 1888–1980).

Rodina
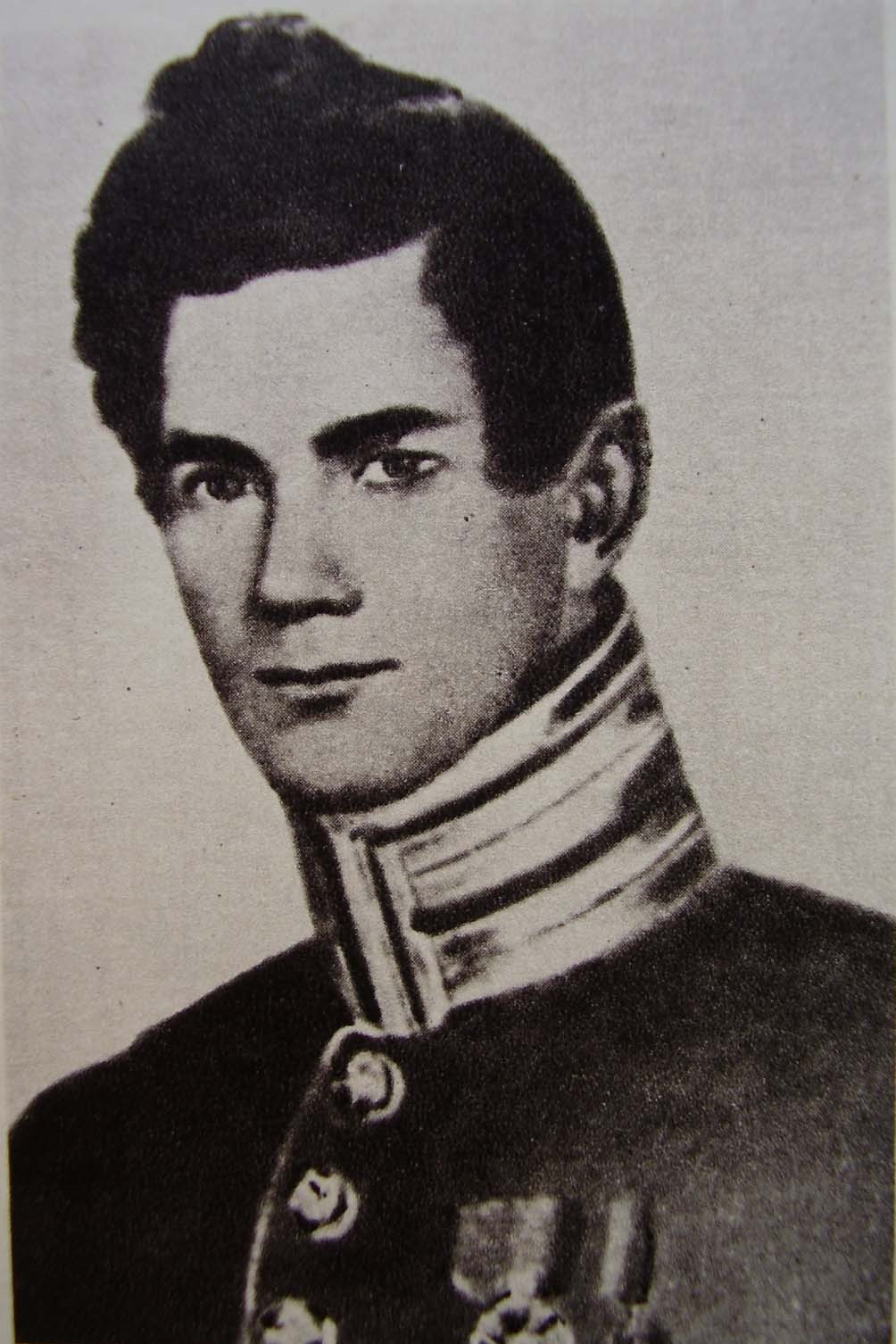
Petro Drahomanov (otec)
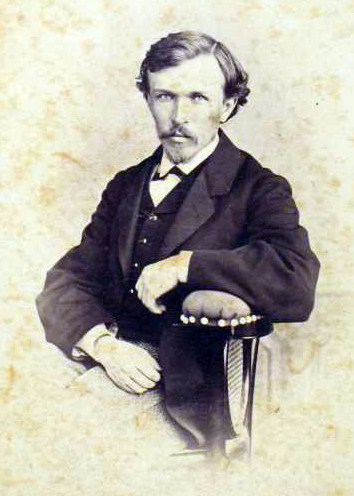
Petro Кosač (manžel)
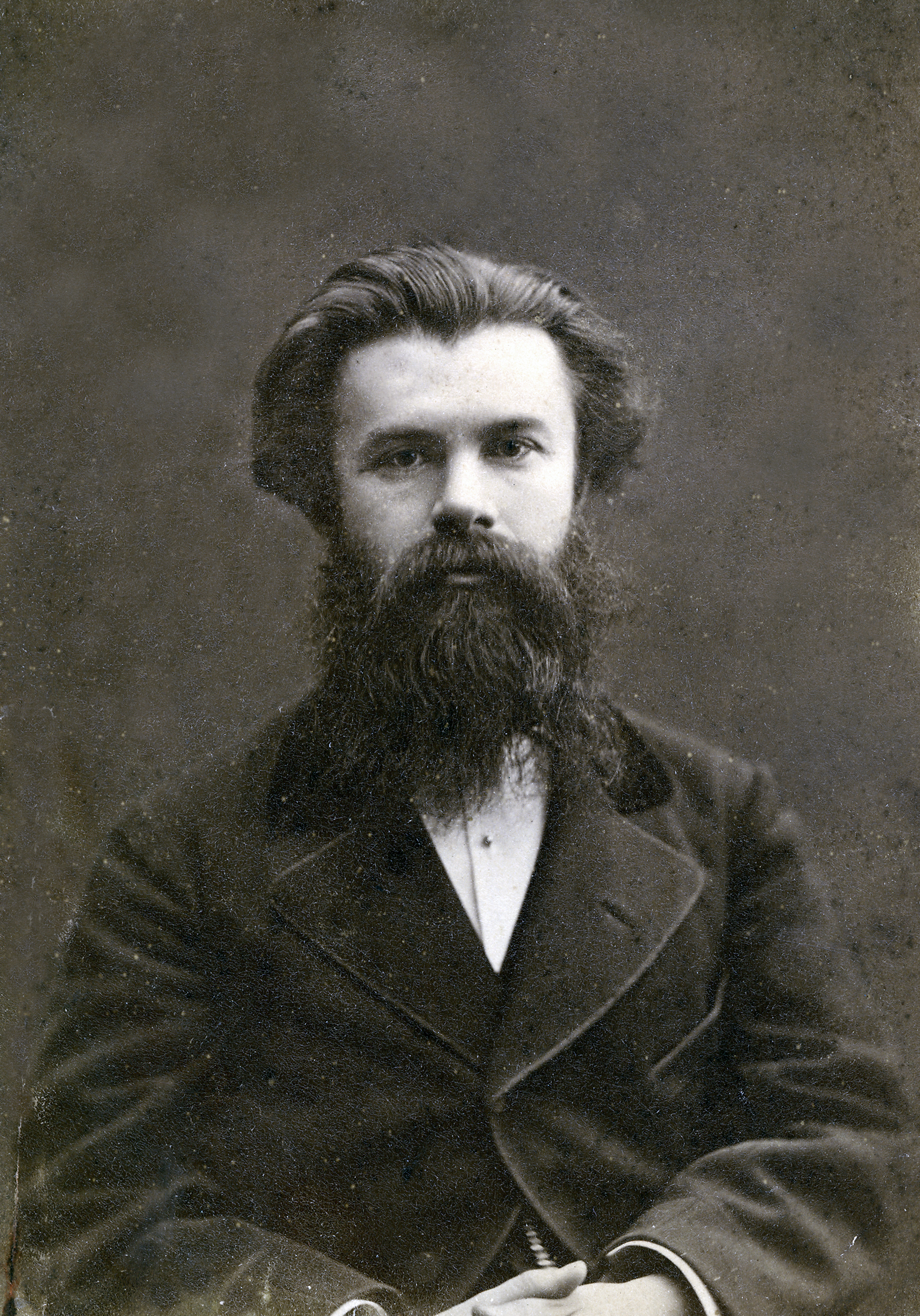
Mychajlo Drahomanov (bratr)
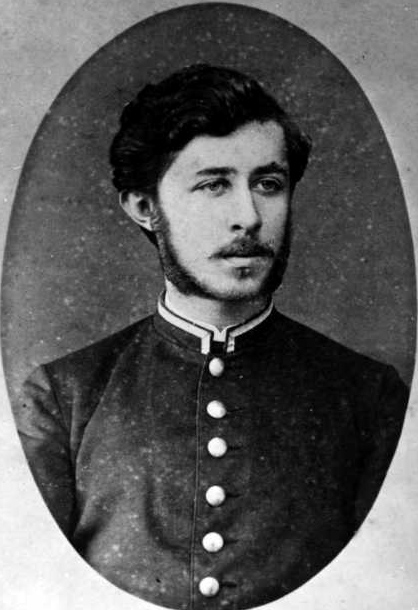
Mychajlo Petrovič Kosač (syn)
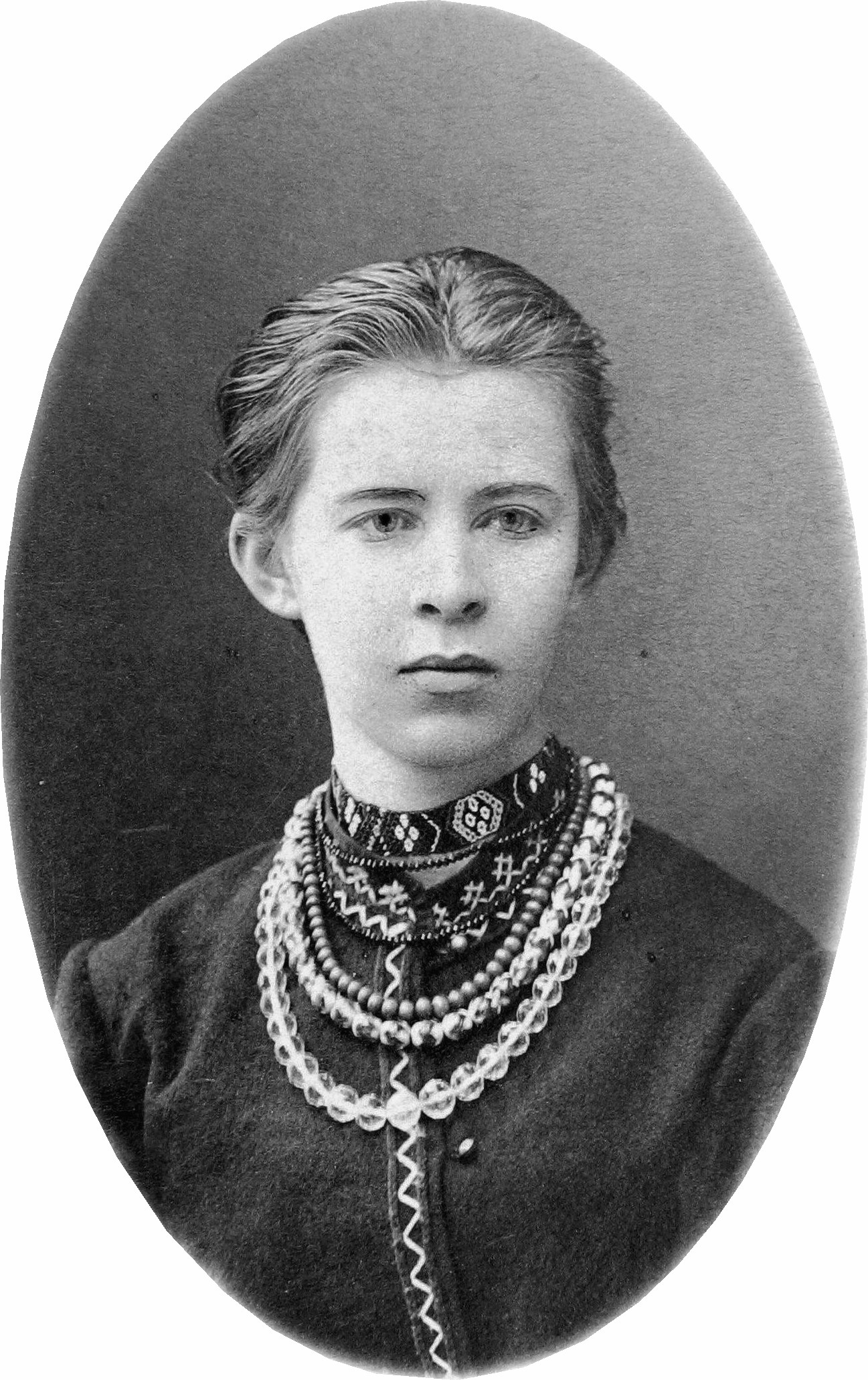
Lesja Ukrajinka (dcera)
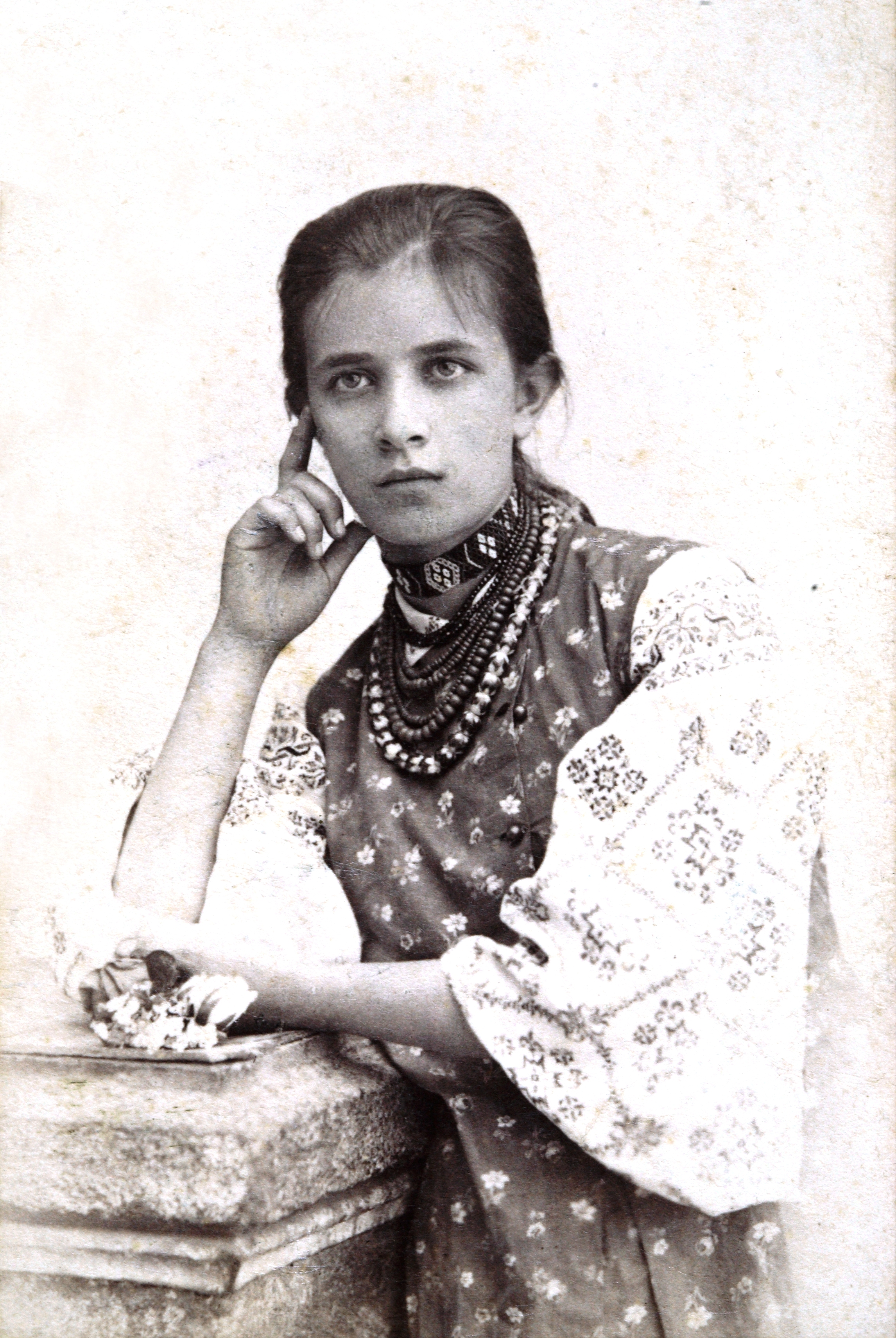
Olha Kosač-Kryvinjuk (dcera)
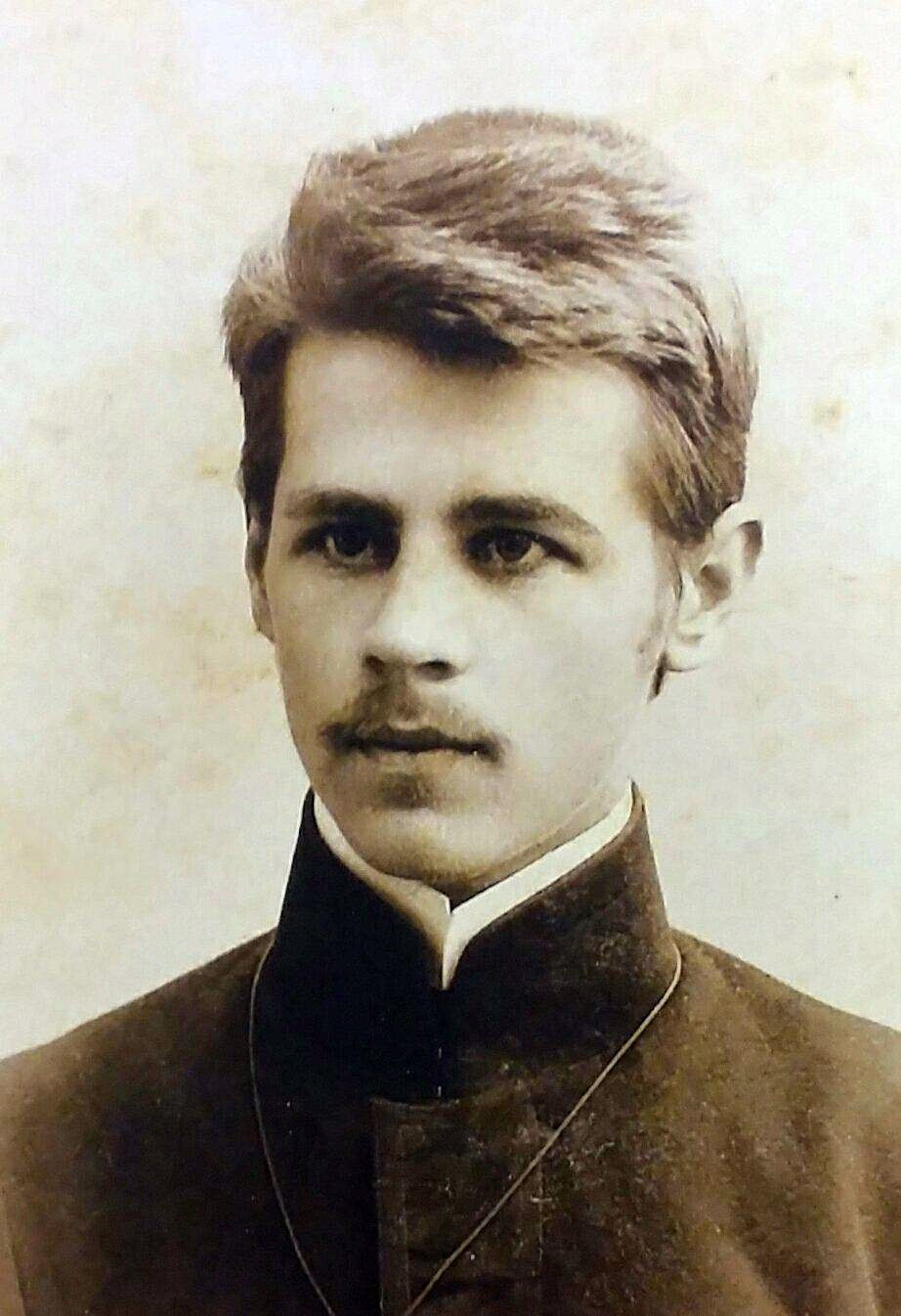
Mykola Petrovič Kosač (syn)
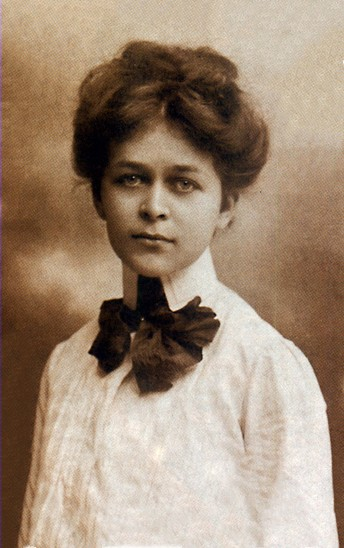
Isidora Petrivna Kosač-Borysova (dcera)

### Aktivity
Olena Pčilka byla od roku 1925 členkou korespondentkou Národní akademie věd Ukrajiny. Zabývala se zaznamenáváním a výzkumem ukrajinských lidových písní, lidových zvyků a obřadů a výsledky těchto svých etnografických výzkumů později publikovala (v roce 1876). Kromě toho také sbírala lidové výšivky na Volyni, financovala vydání díla Stěpana Rudanského (Степан Васильович Руданський, 1833–1873)) Spivomovky a od roku 1883 uveřejňovala vlastní básně ve lvovském časopise Zoria. Publikovala řadu prací a byla taktéž aktivní ve feministickém hnutí, zejména ve spolupráci s Natalií Kobrynskou.

#### Almanach První věnec
Jako bojovnice za práva ukrajinských žen a jejich rovnoprávnost s muži vydala ve Lvově v roce 1887 spolu s ukrajinskou spisovatelkou, socialistickou feministkou a aktivistkou Natalií Kobrynskou první feministický almanach. Tato sbírka děl ukrajinských autorek se nazývala Pershy vinok (česky: První věnec; anglicky: The First Garland). Almanach byl prvním dílem v Haliči a na Ukrajině, které se zabývalo tzv. „ženskou otázkou“ - kromě beletristických děl a etnografických výzkumů obsahoval řadu feministických článků, zejména o postavení žen na Ukrajině a ve světě. Sestavovatelkami a autorkami almanachu Peršij vinok byly výhradně ženy jak z Haliče, tak i z Dněprské Ukrajiny.

#### V Kyjevě
Olena Pčilka žila od 90. let 19. století v Kyjevě, kde byla v letech 1906 až 1914 šéfredaktorkou a vydavatelkou časopisu Ridnyj kraj (Рідний Край) a jeho měsíční přílohy, dětského časopisu Moloda Ukrajina (Молода Україна) (1908 až 1914). Byla tlumočnicí – do ukrajinštiny přeložila (mimo jiné) řadu děl ruského prozaika a dramatika Nikolaje Vasiljeviče Gogola, polského spisovatele Adama Mickiewicze a ruského básníka, prozaika a dramatika Alexandra Sergejeviče Puškina. V roce 1913 zemřela Lesya Ukrainka, Olena Pchilka se přestěhovala z Kyjeva do Gadyachu a bude bydlet v domě, kde strávila dětství.

### Závěr života
V posledních letech svého života byla Olena Pčilka vystavena represím ze strany GPU. Tato zřejmě nejznámější ukrajinská básnířka zemřela v Kyjevě v roce 1930 ve věku 81 let a byla pohřbena na kyjevském Bajkovově hřbitově (Байкове кладовище; Голосіївський район).

## Tvorba
Mezi její nejvýznamnější díla patří:
- Tovaryšky" (Kamarádky, 1887);
- Svitlo dobra i lyubovi (Světlo dobra a lásky, 1888);
- Soloviovyi spiv (Slavičí zpěv, 1889);
- Za pravdoyu (Za pravdu, 1889);
- Artyšok (Artyčok, 1907);
- Pivtora oseledsya (Jeden a půl slanečka, 1908);
- hra Suzhena ne ohuzhena (1881);
- hra Svitova rich (Světová věc, 1908)
- a další.